# Цхадая, Николай Денисович
Никола́й Дени́сович Цхада́я (род. 20 октября 1950 года, посёлок Нижний Доманик, ныне территория городского округа «Ухта», Республика Коми) — российский учёный, доктор технических наук, профессор, президент Ухтинского государственного технического университета (с 2018 года), первый заместитель председателя Национального консорциума вузов минерально-сырьевого комплекса России, председатель Совета ректоров вузов Республики Коми, ранее ректор Ухтинского государственного технического университета (1997—2018).
Осуждён за получение взятки и должностные злоупотребления.

## Биография
В 1968 году Николай Цхадая поступил на нефтепромысловый факультет Ухтинского индустриального института (ныне Ухтинский государственный технический университет) по специальности «Машины и оборудование нефтяных и газовых промыслов». Его учителями были профессора Г. Е. Панов, И. М. Аметов, академик НАН Азербайджана Азат Мирзаджанзаде. Во время учёбы в вузе Цхадая вёл активную общественную работу, стоял у истоков создания студенческих строительных отрядов Ухтинского индустриального института.
Трудовая деятельность по завершении образования связана с Ухтинским индустриальным институтом — Ухтинским государственным техническим университетом. В 1995 году Цхадая был назначен проректором по международным связям и социальным вопросам института, а после избрания на конкурсной основе в 1997 году Цхадая возглавил Ухтинский государственный технический университет в качестве ректора. Весом вклад Николая Цхадая в превращение института в крупный научно-учебный комплекс: открыты новые факультеты, построены новые корпуса, проведена и успешно завершилась работа по преобразованию института в университет, университет расширил список специальностей, по которым ведётся подготовка специалистов, открыты бакалавриат и магистратура, филиалы УГТУ в городах Воркуте, Усинске, созданы факультет довузовской подготовки, Институт повышения квалификации и переподготовки кадров, технический колледж; Ухтинский государственный технический университет стал центром информационных технологий.
В 1986 году Цхадая защитил в Московского института нефтехимической и газовой промышленности имени Губкина диссертацию на соискание учёной степени кандидата технических наук по теме «Исследование условий труда в нефтяной шахте при термо-щелочном методе разработки пласта», в 1999 году — диссертацию на соискание учёной степени доктора технических наук на тему «Комплексная оценка воздействия нефтяных шахт на окружающую среду и условия труда». В 2000 году Николаю Цхадая присвоено звание профессора.
Цхадая — автор ряда научных работ, посвящённых системной оптимизации условий труда на подземных предприятиях горной промышленности, охране экосистем, обеспечению безопасности термошахтного метода добычи высоковязкой нефти, и запатентованных изобретений. Он разрабатывает новые направления — системный подход к обеспечению безопасности в нефтяных шахтах, методологию комплексной оценки воздействия нефтяных шахт на окружающую среду, конструкции многоканальных трубопроводов из неметаллических материалов для обеспечения экологической безопасности трубопроводной системы нефтяных шахт.
Цхадая являлся членом диссертационного совета по защите диссертаций по специальности «Охрана труда» в Российском университете нефти и газа имени Губкина, входит в состав коллегии Министерства образования и высшей школы Республики Коми, является заместителем председателя экспертного совета ВАК, председателем диссертационного совета в Ухтинском университете.
Николай Цхадая — действительный член общественной Академии промышленной экологии Российской Федерации, академик общественной Российской академии естественных наук (председатель Коми регионального отделения РАЕН). В марте 2004 года избран председателем Совета ректоров Республики Коми.
В 2007 году Цхадая в составе авторского коллектива был удостоен премии Правительства РФ за разработку учебно-методического комплекса «Цикл дисциплин для гуманитаризации инженерно-технического образования в нефтяных вузах».
1 ноября 2018 года Цхадая покинул пост ректора университета в силу достижения предельного возраста — 68 лет. Временно исполняющим обязанности ректора УГТУ был назначен Дмитрий Беляев. Цхадая остался на должностях первого заместителя председателя Национального консорциума вузов минерально-сырьевого комплекса России и председателя Совета ректоров вузов Республики Коми.
12 ноября 2018 года решением учёного совета университета избран на новую должность президента УГТУ.

### Уголовное преследование
21 ноября 2019 года по месту жительства Николая Цхадая, а также в самом университете прошли обыски. В тот же день президент УГТУ был задержан.
22 ноября Следственный комитет по Республике Коми сообщил, что против Цхадая возбуждены уголовные дела по статьям 290 ч. 6 (получение взятки в особо крупном размере), 285 ч. 3 (злоупотребление должностными полномочиями, повлекшее тяжкие последствия), 160 ч. 4 Уголовного кодекса России (растрата в особо крупном размере). По данным следствия, в 2010 году УГТУ, возглавляемый в то время Цхадая, учредил ООО «НИПИ нефти и газа УГТУ». В 2013 году подозреваемый, действуя от имени единственного участника предприятия, принял решение о продаже доли в 33 % подконтрольным ему лицам по заведомо заниженной стоимости и последующей передаче части прибыли юридического лица подконтрольным лицам, в результате чего УГТУ был причинён ущерб на сумму более 11 млн 700 тысяч рублей.
Кроме того, в 2012 и 2013 годах подозреваемый получил от генерального директора и акционера одного из юридических лиц, которое по договору с УГТУ выполняло строительные работы в интересах университета, взятку в сумме 8 млн 500 тысяч рублей за принятие решений в интересах указанного юридического лица, в том числе подписание актов выполненных работ, их приёмку, своевременное производство оплаты в рамках исполнения обязательств по договору.
22 ноября Сыктывкарский городской суд арестовал Николая Цхадая и отправил в СИЗО до 20 января 2020 года. 17 января 2019 года Сыктывкарский горсуд продлил арест президенту УГТУ до 20 марта. Дело слушалось в закрытом режиме, а защитники Цхадая жаловались, что информация по делу уже стала общеизвестной и даже «в Википедии больше написано, чем в материалах дела».
18 марта суд продлил до 20 мая арест президента УГТУ, а Верховный суд Коми отклонил апелляцию стороны защиты. В дальнейшем арест снова был продлен до 20 июля, а потом до 20 октября 2020 года.
5 сентября 2020 года Николай Цхадая был переведён под домашний арест.
05 февраля 2021 года по уголовному делу Цхадая был допрошен в суде бывший член Совета Федерации от Республики Коми Евгений Самойлов, который рассказал, что за контракты с УГТУ необходимо будет передать 10 % от их стоимости ректору УГТУ Николая Цхадая. Через какое-то время в личном разговоре Цхадая это требование подтвердил Самойлову, сказав, что к контракту полагается, по выражению свидетеля, «домашнее задание». Цхадая отметил, что эти деньги пойдут в Москву, кому-то в министерство образования РФ, в противном случае университет не получит никаких субсидий. По словам Самойлова, он дважды отдавал распоряжения директору «Дивного града» Шмелеву выдать из неформальной кассы предприятия наличные деньги Лядову для последующей передачи Цхадая: 3 млн руб. и 5,5 млн руб. Деньги Николаю Цхадая передавал Евгений Лядов в августе 2012 года и январе 2013 года. Самойлов при передаче денег не присутствовал. По мнению Самойлова, Лядов эти деньги не мог присвоить себе.
22 февраля 2022 года Ухтинским городским судом за взятки и должностные злоупотребления Николай Цхадая приговорён к девяти годам колонии строгого режима с выплатой штрафа в размере 25 500 000 рублей и с лишением права заниматься организационной и административно-хозяйственной деятельностью в государственных и муниципальных образовательных учреждениях сроком на три года. Впоследствии, срок был снижен, а в 2023 году Цхадая был освобождён условно-досрочно.

## Политическая деятельность
На президентских выборах в России в 2012 году был доверенным лицом кандидата в президенты Владимира Путина. Вопреки расхожему мнению, в 2018 году Николай Цхадая не был утверждён в качестве доверенного лица кандидата в президенты Владимира Путина и не являлся им.
24 января 2019 года вступил в партию и был избран членом президиума регионального политического совета Коми отделения «Единой России». Однако уже 26 ноября 2019 года, спустя пять дней после ареста президента УГТУ, на заседании президиума регионального политического совета партии было принято решение о приостановлении полномочий Николая Цхадая как заместителя секретаря Коми регионального отделения партии и как члена президиума политсовета.
17 декабря 2020 года делегаты 32-й конференции Коми регионального отделения партии «Единая Россия» исключили Николая Цхадая из состава политического совета.

## Награды и премии
Цхадая получил следующие государственные награды Российской Федерации
- Медаль ордена «За заслуги перед Отечеством» I степени;
- Медаль ордена «За заслуги перед Отечеством» II степени;
- Орден «За заслуги перед Отечеством» IV степени.
- Почетный гражданин Ухты[25]

## Личная жизнь
- Жена — Галина Цхадая.
  - Трое детей: старшая дочь Нателла, сын Денис и младший сын Николай.
    - Внуки и внучка: Катя, Николай, Денис[26].
- Есть брат — Борис Денисович Цхадая[27].